# Rhamma mishma
Rhamma mishma is een vlinder uit de familie van de Lycaenidae. De wetenschappelijke naam van de soort werd als Thecla mishma in 1878 gepubliceerd door William Chapman Hewitson.